# John Elsworthy
John Elsworthy (né le 26 juillet 1931 à Nant-y-derry (en) au pays de Galles et décédé le 3 mai 2009 à Ipswich en Angleterre) est un footballeur gallois, qui évoluait au poste de milieu de terrain.

## Biographie
Avec le club d'Ipswich Town, il remporte un titre de champion d'Angleterre. Avec cette équipe, il joue trois matchs en Coupe d'Europe des clubs champions lors de l'année 1962. Lors de la compétition, il inscrit un but face au club maltais de Floriana, avec à la clé une très large victoire (10-0).
John Elsworthy est retenu par le sélectionneur Jimmy Murphy pour disputer la Coupe du monde 1958 organisée en Suède. Il ne joue toutefois aucun match en équipe nationale.

## Palmarès
Ipswich Town
| - Championnat d'Angleterre (1) : - Champion : 1961-62. - Championnat d'Angleterre D2 (1) : - Champion : 1960-61. |  | - Championnat d'Angleterre D3-Sud (2) : - Champion : 1953-54 et 1956-57. |